# Корнелиус, Карл Адольф
Карл-Адольф Корнелиус (нем. Karl Adolf Cornelius; 12 марта 1819, Вюрцбург - 10 февраля 1903, Мюнхен) — немецкий историк.
Область занятий Корнелиуса — эпоха Реформации. Его сочинение: «Geschichte des Münsterischen Aufruhrs» (1855—1860) основывается исключительно на новом архивном материале. Корнелиус находил, что революционное движение в Германии в XVI веке может быть изучено только по официальным актам и донесениям; современным летописцам, вносившим в своё изложение много субъективного, доверять нельзя. 
В 1861 вышли «Studien zur Geschichten der Bauernkrieges», в 1866 и 1867 — два труда, посвящённые Морицу Саксонскому: «Zur Erläuterung der Politik des Kurf. M. von Sachsen» и «Kurfürst M. von S. gegenüber der Fürstenverschwörung».